# 周勝夏
周勝夏（15世紀—16世紀），字中立，號月山，湖廣黃州府蘄州廣濟縣人，明朝政治人物。

## 生平
周勝夏是嘉靖十六年（1537年）的舉人，授汝寧通判，在當地禮賢下士、慎減用刑，人民安逸；之後陞任雲南同知，轉廣東分巡副使時就以以老病未赴任，致仕後回鄉，很快去世，有人贈送奉政大夫清廉匾到其祠中。

## 引用
1. 1 2  同治《廣濟縣志·卷七·人物志》：周勝夏，字中立，號月山，嘉靖丁酉舉人，任河南汝寗府通判，尊賢下士、減刑恤獄，士民便之。陞雲南府同知，轉廣東分巡副使，以老病未赴任，致仕歸尋卒，其祠中奉政大夫清廉匾額尚存，嘉靖間贈也。 同上（辛未縣志）